# J. Ribeiro dos Santos
J. Ribeiro dos Santos foi uma das primeiras editoras e livrarias brasileiras, que iniciou suas atividades no fim do século XIX e se localizava na Cidade do Rio de Janeiro.

## Histórico

### Panorama do mercado editorial no fim do século XIX
Por volta das décadas de 1870-1880 há um florescer do mercado livreiro e editorial brasileiro, na cidade do Rio de Janeiro, com o surgimento de inúmeros estabelecimentos que vendiam, editavam e “fabricavam” livros didáticos. Na década de 1890, ocorre uma concentração dessa produção com a Livraria Francisco Alves, que se expande para outros Estados, com filiais em São Paulo e Minas Gerais. Enquanto a Livraria Francisco Alves concentrava a produção de livros didáticos, editores como Pedro da Silva Quaresma investiam em livros mais baratos que os didáticos. Após a morte de Francisco Alves, houve livros didáticos de história do Brasil publicados por editoras diferentes: J. Castilho, Jacintho Ribeiro dos Santos e Editora Melhoramentos (gráfica e tipografia que virou editora em São Paulo, mas que antes imprimia os livros de Francisco Alves também).

## Jacintho Ribeiro dos Santos
Por volta de 1920, outro editor, Jacintho Ribeiro dos Santos, começou a se destacar na publicação de livros didáticos. Jacintho comprara o ponto de sua livraria de Francisco Rodrigues da Cruz, herdeiro da Livraria Cruz Coutinho, a Livraria Popular, a qual foi criada por Antonio Augusto da Cruz Coutinho.
Através do do catálogo, o público poderia conhecer a Gramática da Língua Nacional e a História do Brasil, de Osório Duque-Estrada; a Chorografia do Brasil, “pelo Dr Mario da Veiga Cabral (Correta e aumentada), adotada no Colégio Pedro II e nos demais colégios”; Lições de História Geral, “de acordo com o último programa da Instrução Pública de 1918 pelo Dr Mario da Veiga Cabral, 2ª Edição correta e aumentada”; História Universal, pelo Dr João Ribeiro, “tendo sido feito pelo último programa de 1918 do Colégio Pedro II, adotado em todos os colégios do país (2ª edição correta e aumentada, com gravuras)”; Pontos de História do Brasil, de Pedro Couto; História do Brasil, de Mário da Veiga Cabral, dentre outros.
A Livraria Jacintho Ribeiro dos Santos destacava-se pelo bom acabamento dos livros didáticos, uso de imagens, e elevado número de tiragens em alguns de seus livros, que chegavam à marca de mais de 100.000 exemplares em 1924, numa população de 1.157.141 na cidade

## Obras publicadas
- As fatalidades de dous jovens: recordações dos tempos coloniaes, Antônio Gonçalves Teixeira e Sousa (1812-1861), publicado em 1895
- Os Bruzundangas, sátiras, Lima Barreto, publicado em 1922, um mês após a morte do autor.
- Compendio de Chorographia do Brasil, Mario da Veiga Cabral (1894-1969), em 1941 alcançou sua 26ª edição
- Código commercial brasileiro, Antônio Bento de Faria
- Estrada de Damasco, Castro Menezes, Poesias, Publicação Póstuma, 1922.[3]
- Estudos de direito publico, Augusto Olympio Viveiros de Castro, 1914.
- Curso elementar de pratica do processo, Manoel Martins da Costa Cruz, 1929.
- Nova lei de fallencias, Américo Ferreira Lopes, 1929.
- Consolidação das leis civis, Augusto Teixeira de Freitas (1817-1883), 1915.
- Elementos de Direito Romano, Antônio Bento de Faria, 1907
- Das Marcas de Fabrica e de Commercio e do Nome Commercial, Antônio Bento de Faria, 1906
- Princípios de Direito Internacional, Vols. I-II, Lafayette Rodrigues Pereira., 1902-1903
- Cyrano de Bergerac, Edmond Rostand, A tradução saiu primeiro em fascículos no “Jornal de Pernambuco”, e depois em livro, sendo a primeira edição provavelmente de 1902. A Livraria J. Ribeiro dos Santos lançou várias edições cariocas da obra, em 1907, 1912 e 1922, todas sob a tradução de Carlos Porto Carreiro. Posteriormente foram lançadas várias edições pela Editora Pongetti (hoje extinta).[4]